# 徒單烏古論都葛
威順皇后徒單氏（？—？），名烏古論都葛，金昭祖完顏石魯妻。
徒單氏為活刺渾水敵魯鄉徒單部人，父親名為拔炭都魯海。《金史》稱其個性剛毅，一般人不敢以為妻室。金獻祖完顏綏可為完顏石魯娶妻時指只有徒單氏如此勇武的人才可以適合這個勇斷的兒子。
她生二子：兒子金景祖完顏烏骨廼及完顏烏骨出。天會十五年（1137年），金熙宗追上諡號為威順皇后。

## 延伸阅读
[在维基数据编辑]
 《金史·卷63》，出自脱脱《遼史》